# سارالانج (آراغاتسوتن)
مدينة سارالانج (بالإنجليزية: Saralanj)‏ هي إحدى المدن التابعة لمقاطعة آراغاتسوتن في أرمينيا. يقدر عدد سكانها بـ 234 نسمة حسب الإحصاء الذي جرى عام 2011.